# Martin Carver
Martin Oswald Hugh Carver FSA, Hon FSA Scot, FBA (født 8. juli 1941) er professor emeritus i arkæologi ved University of York, England, og leder af Sutton Hoo Research Project og ledende eksponent for nye arkæologiske udgravningsmetoder og undersøgelser. Han er specialiseret i Europas tidlige middelalderrkæologi. Han har et internationalt ry for sine udgravninger af Sutton Hoo, på vegne af British Museum og Society of Antiquaries samt for det piktiske kloster ved Portmahomack Tarbat, Easter Ross, Skotland. Han har foretaget arkæologisk forskningsarbejde i England, Skotland, Frankrig, Italien og Algeriet.